# Legge fonetica
Nella linguistica storica, le leggi fonetiche sono quei mutamenti fonetici regolari intervenuti nella storia di una lingua o di una famiglia linguistica, che sono stati individuati dai glottologi e descritti in modo sistematico. Insieme all'analogia ed al prestito, le leggi fonetiche sono i principali fenomeni che intervengono nel mutamento linguistico. Numerose "leggi fonetiche" individuate nei primi tempi degli studi indeuropei sono note con il nome di coloro che le scoprirono: "legge di Grimm", "legge di Verner", "legge di Grassmann", "legge di Brugmann", ecc.
Ogni legge fonetica si applica ad una data lingua (o gruppo di lingue, imparentate o prossime arealmente) ed opera, solitamente, per un limitato periodo storico. Il concetto di legge fonetica è alla base della nascita della linguistica storica. Il trapasso dalla linguistica pre-scientifica alla linguistica moderna è considerato proprio legato alla nascita di criteri di corrispondenze fonetiche rigorose tra parole di lingue imparentate, superando la fase dei pareri impressionistici basati su generiche "somiglianze". Grazie alle "leggi fonetiche" è infatti possibile rendere conto di corrispondenze tra parole anche molto diverse tra loro (per esempio latino fundo e tedesco gießen "versare"), eliminando invece dal confronto parole tra loro non imparentate anche se all'apparenza "simili" (per esempio latino deus e greco tʰeos "dio").

## Esempi di leggi fonetiche
Gli esempi più classici di "leggi fonetiche" sono i fenomeni che costituiscono le cosiddette "rotazioni consonantiche" del germanico. Per esempio, la "legge di Grimm" rende conto di una serie di corrispondenze tra suoni consonantici indeuropei e suoni delle lingue germaniche. Una di queste è la corrispondenza tra indeuropeo *d e germanico t. Così, si ha una corrispondenza regolare tra questi stessi suoni in latino (che ha conservato il suono indeuropeo) e l'inglese:
lat. - inglese
- duo - two ("due")
- decem - ten ("dieci")
- dens, dentis - tooth ("dente")
- edo - eat ("mangiare")
- sedeo - sit ("sedersi")

## Storia delle leggi fonetiche
I primi scopritori di leggi fonetiche (come Jacob Grimm) tendevano a non usare il termine "legge", che implica qualcosa di rigoroso. Il termine prese sempre più piede man mano che si cominciò a postulare l'"ineccepibilità" delle leggi fonetiche. Un concetto oggi superato (o quanto meno molto relativizzato), ma che a suo tempo fu centrale nel fare della linguistica storica una vera e propria scienza. 
Il concetto di "legge" è sorto quando, all'interno del complesso fenomeno della (prima) rotazione consonantica germanica, quelle che sembravano "eccezioni" ai principi individuati da Grimm (poi "legge di Grimm") vennero spiegate in base ad un altro principio rigoroso (la cosiddetta "legge di Verner"), col che le eccezioni venivano quasi del tutto a sparire ed un'enorme quantità di corrispondenze fonetiche poterono essere giustificate sulla base di queste "leggi".
Il postulato dell'ineccepibilità delle leggi fonetiche è stato molto importante per spingere i linguisti a non "accontentarsi" di corrispondenze fonetiche "approssimative", affermando che qualora, individuati dei principi regolari, si constatassero delle "eccezioni" era necessario trovare altre "leggi fonetiche" che spiegassero un'evoluzione divergente sulla base di contesti fonetici differenti.
Per esempio, le apparenti "eccezioni" alla legge di Grimm come gotico fadar "padre" rispetto al latino pater (per t indeuropea e latina ci si sarebbe aspettati þ come in broþar "fratello" rispetto a frater), si spiegarono, con la legge di Verner, per via della diversa posizione dell'accento indeuropeo nelle due parole: ie. *pətér- "padre" ma bʰrá:ter- "fratello".
L'ineccepibilità divenne un dogma per i linguisti della scuola di Lipsia, i cosiddetti neogrammatici, il cui "Manifesto" venne redatto da Karl Brugmann e Hermann Osthoff: 
"Ogni mutamento fonetico, in quanto proceda meccanicamente, si compie secondo leggi ineccepibili, il che sta a significare che la direzione in cui si evolve il suono è sempre la stessa per tutti gli appartenenti ad una comunità linguistica, a meno che non subentri una differenziazione dialettale".
L'accenno al fatto che il mutamento deve procedere "meccanicamente" allude implicitamente ad un altro potente fattore che incide sul mutamento linguistico, vale a dire l'analogia. 